# Джъндзян
Джъндзян е град в провинция Дзянсу, Източен Китай. Общото население на целия административен район, който включва и града, е 3 114 105 жители, а градската част е с 1 189 320 жители (2010 г.). Общата площ на административния район е 3799 кв. км, а градската площ е 1059 кв. км. Намира се в часова зона UTC+8 на южния бряг на река Яндзъ. Пощенските му кодове са 212000, 212100 (градски център), 212200-212400 (други райони), а телефонния 511.